# Dreiecker
Dreiecker är en bergstopp på gränsen mellan förbundsländerna Tyrolen och Salzburg i Österrike samt provinsen Sydtyrolen i Italien. Toppen på Dreiecker är 2 892 meter över havet.
Terrängen runt Dreiecker är huvudsakligen bergig, men den allra närmaste omgivningen är kuperad. Runt Dreiecker är det glesbefolkat, med 9 invånare per kvadratkilometer.. Närmaste större samhälle är Krimml, 15,3 km norr om Dreiecker. 
Trakten runt Dreiecker består i huvudsak av gräsmarker.